# Uncaria gambir
Uncaria gambir es una especie del género Uncaria que se encuentra en Indonesia.

## Propiedades
Es utilizada en Indonesia para masticar junto con areca o betel, y también usado en curtiduría y para teñir la ropa. Contiene muchas catequinas, con propiedades médicas, empleadas en la medicina tradicional china y en la farmacopea moderna.  Además de su uso médico, también se aprovecha para la elaboración de taninos enológicos .

## Taxonomía
Uncaria gambir fue descrita por (William Hunter) William Roxburgh y publicado en Journal of Botany, British and Foreign 62(Suppl.): 47, en el año 1924.
Etimología
Uncaria: nombre genérico que deriva de la palabra latína uncus, que significa "un gancho". Se refiere a los ganchos, formados a partir de ramas reducidas, que las trepadoras de Uncaria utilizan para aferrarse a otra vegetación.
gambir: epíteto que significa "similar a Nauclea gambir.
Sinonimia
- Nauclea gambir Hunter
- Ourouparia gambir (Hunter) Baill.
- Uncaria gambir var. latifolia S.Moore
- Uruparia gambir (Hunter) Kuntze[3]